# ルーシア (たばこ)

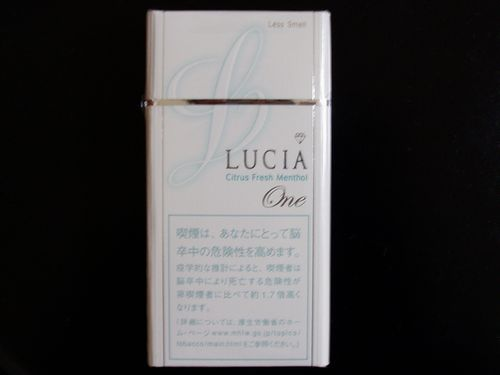
LUCIA MENTHOL One

ルーシア（LUCIA）は、日本たばこ産業（JT）から製造・販売されていたたばこの銘柄の一つ。日本たばこ産業により開発された低臭気たばこ (D-spec) の第1号商品として5mgが発売された。国内で販売されている製品は全て、スリムサイズのメンソールたばこであった。2009年11月頃からピアニッシモブランドへとアイシーンとともに統一されるようになった。
ロシアでも販売されており、メンソール5mgの他にメンソールではないライト（6mg）も販売されている。ロシアでは警告文が入る前とほぼ同じデザインで販売されていたが、2009年頃に花をイメージしたロシア独自のデザインになっている（コレクターのページ）。若い女性が好んで吸う銘柄である。